# Renée Bernard
Pour l’artiste de cirque du même nom de naissance, voir Koringa.
Renée Bernard (Oytier-Saint-Oblas, 11 juin 1906 - Paris 20e, 19 mai 2004) est une artiste peintre française.

## Biographie
Renée Bernard est née en 1906 à Oytier-Saint-Oblas.
De 1933 à 1936 elle fréquente l'École normale de Grenoble et elle poursuit  ses études à l'École des Beaux-Arts de Paris et à l'Institut d'art et d'archéologie. 
À Paris elle intègre l'atelier de Lucien Simon, son professeur à l'école de Beaux-Arts. Elle peint, parfois à la gouache, des figures, des paysages et des décorations murales. Elle s'inspire des fauves.
Elle devient professeure de dessin dans les écoles parisiennes, travail qu'elle quitte après 18 ans pour devenir inspectrice de l'enseignement du dessin.
Elle expose dans plusieurs salons de Paris et ailleurs, comme celui de la Société des Beaux-Arts de la France d'Outre-Mer, et elle est récompensée à plusieurs reprises : elle reçoit quatre prix de l'Institut et deux prix de la Fondation Taylor. En outre, elle reçoit souvent des commandes de la part de l'État ou de la Ville de Paris.
Elle peint soit dans son atelier parisien soit dans son atelier des Trois Cyprès, dans sa ville natale.
Grâce aux bourses reçues, elle voyage dans l'Afrique occidentale française, au Maroc et aux Antilles. Son voyage en Afrique occidentale française, gagné en 1940 et décalé en 1947 à cause de la Deuxième Guerre mondiale, l'amène à visiter le Sénégal, le Soudan, la Côte d'Ivoire, la Haute-Volta, la Mauritanie et la Guinée pendant huit mois.
Elle crée le Prix Renée-Bernard à la Fondation Taylor pour valoriser les artistes de talent.
Elle meurt à Paris en 2004.

## Salons et expositions
- Galerie Weil de Paris, en 1977[3]
- Galerie du Cercle de Paris, en 1982[3]
- Musée de Vienne, en 1986[3]
- Ville de Corenc, en 1988, où seront retenues les œuvres pour le futur Musée de Grenoble[3]
- Fondation Taylor de Paris, en 1989
- Le Musée Mainssieux de Voiron l'inclut en 2003 dans son exposition Femmes peintres en Dauphiné, XIXe et XXe siècles[7]

## Collections publiques
- musée Carnavalet - Histoire de Paris[8]
- musées de Dieppe[4]
- Musée de Grenoble[4]